# دانشگاه ام‌القری
دانشگاه اُمُ القری به انگلیسی: Umm al-Qura University (UQU) (به عربی: جامعة أم القرى) دانشگاهی دولتی بزرگ در مکه، عربستان سعودی است؛ با حکم سلطنتی در سال ۱۹۸۱ از پیوست با دانشکدهٔ شریعت (قانون اسلامی) (ساختهٔ :۱۹۴۹)، ساخته شد و تغییر نام گرفت. در سال ۲۰۱۲، ۴۰۰۰۰ دانشجو، ۲۳۰۰ استاد و ۲۳ دانشکده داشت.